# Bugatti Chiron
Bugatti Chiron — гиперкар компании Bugatti (входит в совместное предприятие Bugatti Rimac), официально представлен публике в 2016 году. Модель получила название в честь автогонщика Луи-Александра Широна, который выступал за марку с 1928 по 1958 год.
В Евросоюзе цены на модель в 2016 году начинались от €2,5 миллиона. Базовая цена гиперкара достигает £1,9 миллиона, а средняя стоимость опций составляет £250 тысяч. Первые клиенты получили автомобиль осенью того же года.

## Факты
- 25 июля 2016 года были представлены первые эскизы модели[8].
- Саудовским принцем Бадр бин Саудом было приобретено 2 уникальных модели — Bugatti Vision Gran Turismo (демонстрационный экземпляр и шоу-кар)[9].
- В 2018 году компания планировала установить рекорд скорости на данной модели[8].
- Полного бака бензина (100 л) хватит для движения в течение 9 минут на скорости 420 км/ч[10].
- Автомобиль, как и его предшественник, комплектуется исключительно шинами Michelin. Стоимость комплекта — 42 тысячи долларов[11].
- В 2018 году из популярного конструктора Lego серии Technic была создана полноразмерная модель[12] Bugatti Chiron.